# Culdee
Les Culdee (ou Céli Dé, compagnons de dieu, voire Kelidei) sont des moines ayant vécu au Moyen Âge dans les Îles Britanniques. Ils ont maintenu la tradition du christianisme irlandais en Irlande, en Écosse et en Angleterre.